# Casinaria eupitheciae
Casinaria eupitheciae là một loài tò vò trong họ Ichneumonidae.